# 戈特利角
戈特利角（英語：Cape Gotley）是南極洲的海岬，位於肯普地，處於艾于斯特內斯半島東端，是愛德華八世灣入口處北部，由挪威製圖師根據探險隊拍攝的空中照片繪入地圖，現時由南極條約體系管理。